# セベロ・オチョア

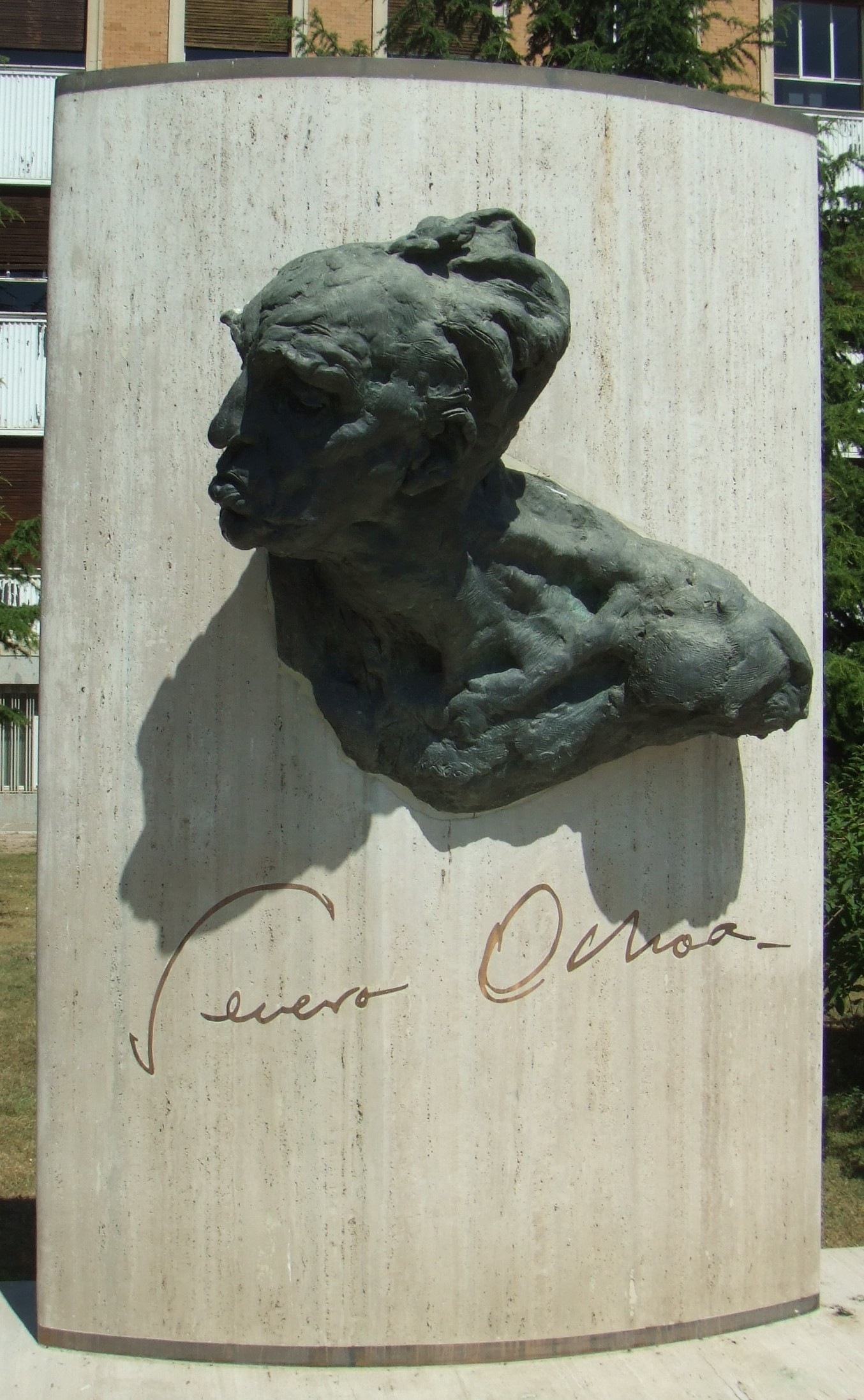

セベーロ・オチョア・デ・アルボルノス（Severo Ochoa de Albornoz, 1905年9月24日 - 1993年11月1日）は、スペイン出身のアメリカ合衆国の生化学者で、1959年度のノーベル生理学・医学賞の受賞者である。

## 来歴
オチョアはスペインのアストゥリアス県ルアルカで、弁護士でビジネスマンの父セベーロ・マヌエル・オチョアと母カルメン・デ・アルボルノスの間に生まれた。父親はオチョアが7歳の時に亡くなり、母子はマラガに移住し、ここでオチョアは高校まで通った。彼はスペインの神経科学者でノーベル賞受賞者のサンティアゴ・ラモン・イ・カハールの著書を読んで生物学に興味を持った。1923年、彼はマドリード大学の医学部に入学し、カハールの元での研究を希望したが、カハールは退官した後だった。カハールの弟子で当時教授、のちに政治家に転じて首相となるフアン・ネグリンの勧めによりクレアチンの研究を始める。1929年に卒業し、1930年に医学博士号を取得した。1931年にカルメン・ガルシア・コビアンと結婚したが、子供はいない。
それ以来1938年まで、彼は様々な場所で様々な人と様々な地位で仕事をした。例えばオットー・マイヤーホフはハイデルベルクのカイザー･ウィルヘルム医学研究所に客員助手として彼を招いた。1938年から41年まで、彼はオックスフォード大学で助手として働いた。その後はアメリカ合衆国に移住し、再び様々な大学で様々な地位について研究を行った。1942年に彼はニューヨーク大学医学部の助手になり、1945年に生化学の助教授、1946年に病理学の教授、1954年に生化学の教授となった。
1956年にアメリカ合衆国の国籍を取得。
オチョアは1985年までタンパク質生合成とRNAウイルスの複製の研究を続け、スペインに帰国して政府や科学者にアドバイスを行った。

## 栄誉
1959年にRNAの生合成に関する研究でノーベル生理学・医学賞を受賞した。彼はまた、1956年にウォーレン賞、1963年にパウル・カラー・ゴールドメダル、1979年にアメリカ国家科学賞も受賞した。オチョアはマドリードで亡くなり、1970年代から計画されていた新しい研究所は彼の名前から命名された。また、小惑星番号117435の小惑星セベロチョア (小惑星)（Severochoa）も彼の名前にちなんでいる。